# シュレジェン (戦艦)
|           | |
| 艦歴      | |
| 起工:     | 1904年11月19日                                                                                      |
| 進水:     | 1906年5月28日                                                                                       |
| 就役:     | 1908年5月5日                                                                                        |
| 退役:     | |
| その後:   | 1945年に触雷破損。1949年から1956年にかけて解体                                                      |
| 性能諸元  | |
| 排水量:   | 基準：13,200トン 満載：14,218トン                                                                   |
| 全長:     | 127.6m                                                                                              |
| 全幅:     | 22.2m                                                                                               |
| 吃水:     | 7.7m                                                                                                |
| 機関:     | 19,330hp                                                                                            |
| 最大速:   | 19.1 ノット                                                                                         |
| 航続距離: | |
| 乗員:     | 743名                                                                                               |
| 兵装:     | 280mm砲連装2基、150mm砲単装15基 88mm砲単装4基、37mm機関砲連装2基 20mm機銃3基、機銃4基 魚雷発射管6門 |

シュレジエン（ドイツ語: SMS Schlesien、シュレーズィエン、シュレージエン）は、ドイツ海軍の戦艦。ドイッチュラント級戦艦の一隻で、いわゆる前弩級戦艦である。ドイツ帝国海軍、ヴァイマル共和国海軍 (Reichsmarine) 、ドイツ海軍 (Kriegsmarine) が運用した。シュレジェンと姉妹艦シュレスヴィヒ・ホルシュタインは海軍休日時代に改装を受け、3本煙突が2本にまとめられ、艦橋やマストも改造された。シュレジェン級と分類される場合がある。第二次世界大戦中の改装では副砲を撤去し、対空火器を至る所に増設した。戦争中の大部分を練習艦として過ごし、1945年5月に空中投下式の機雷によって沈没した。

## 艦歴
ダンツイヒのシーハウ造船所で建造。第一次世界大戦ではユトランド沖海戦に参加した。
ドイツ帝国の敗北後、ヴァイマル共和政は厳しい軍備制限を受けた。ヴェルサイユ条約でドイツ海軍が保有を許された主力艦は前弩級戦艦8隻（常備6、予備2）であり、本艦もその1隻であった。

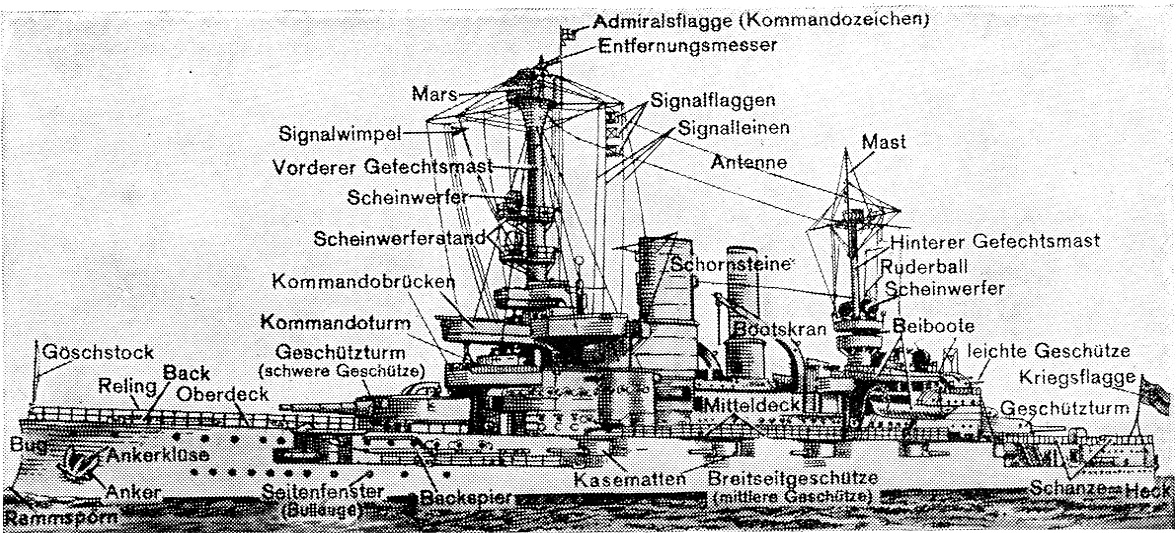
1937年のシュレージェン解説。

海軍休日時代、1920年代後半の改造で、外観が変化した。建造時は3本あった煙突が、第1煙突と第2煙突をまとめたことで2本に減少した。副砲の換装や対空火器の増強もおこなれたが、主砲（28インチ連装砲塔、前後2基、計4門）は変化していない。
「シュレジェン」は主に練習艦として使用された。ナチスによる権力掌握後、1935年3月の再軍備宣言により、ヴァイマル共和国軍 (Reichswehr) はドイツ国防軍 (Wehrmacht) に改変され、共和国海軍 (Reichsmarine) もドイツ海軍 (Kriegsmarine) となった。
第二次世界大戦劈頭のポーランド侵攻では、まず姉妹艦「シュレスヴィヒ・ホルシュタイン」が自由都市ダンツィヒに派遣され、ポーランド領ヴェステルプラッテの陸軍要塞に艦砲射撃をおこなった（ヴェステルプラッテ攻防戦）。つづいて「シュレジェン」も姉妹艦支援のため同方面に派遣され、ポーランド軍陣地砲撃任務に従事した。ポーランド戦役後、両艦とも練習艦という本来の職務にもどった。またUボート支援のため砕氷艦としての任務についた。
1940年4月上旬のヴェーザー演習作戦で、本艦はデンマーク攻略作戦に投入された。その後は宿泊艦、砕氷艦、練習艦、機雷敷設任務など、短期間の任務に就いた。基本的にはゴーデンハーフェンに配備され、練習艦隊司令官の指揮下に置かれていたという。
1944年末に対空武装を強化され、浮き砲台として使用された。ドイツ陸軍を支援するため、艦砲射撃をおこなうこともあった。1945年4月、弾薬輸送任務のためシフィノウイシチェに移動し、傷病兵1,000名を乗せてゴーデンハーフェンへむかう。5月3日、ウーゼドム半島の沖合で機雷により損傷し、着底した。
「シュレジェン」は1949年から1956年にかけて東ドイツの会社によって現地で解体された。1970年になっても確認できた残骸もあった。

### 注
1. ↑  前弩級戦艦8隻（ブラウンシュヴァイク、エルザス、ハノーヴァー、ヘッセン、シュレスヴィッヒ＝ホルシュタイン、ロートリンゲン、プロイセン、シュレジエン）[8]。

## 参考図書
- ゴードン・ウィリアムソン〔著〕、イアン・パルマ―〔カラー・イラスト〕『世界の軍艦イラストレイテッド1　German Battleships 1939-45　ドイツ海軍の戦艦　1939 ― 1945』手島尚〔訳〕、株式会社大日本絵画〈オスプレイ・ミリタリー・シリーズ　Osprey New Vanguard〉、2005年11月。ISBN 4-499-22898-0。
- エドウィン・グレイ『ヒトラーの戦艦　ドイツ戦艦7隻の栄光と悲劇』都島惟男 訳、光人社〈光人社NF文庫〉、2002年4月。ISBN 4-7698-2341-X。
- 月間雑誌「丸」編集部編『丸季刊　全特集　写真集　ドイツの戦艦　ド級前戦艦から戦艦まで全37隻のすべて　THE　MARU GRAPHIC　WINTER 1977』株式会社潮書房〈丸　Graphic・Quarterly　第27号〉、1977年7月。

- 国立国会図書館デジタルコレクション - 国立国会図書館
  - 海軍研究社編輯部 編『ポケット海軍年鑑 : 日英米仏伊独軍艦集. 1937,1940年版』海軍研究社、1937年2月。
  - 世界軍備研究会(編)『世界海軍大写真帖』帝国軍備研究社、1935年6月。

- Gröner, Erich (1990). German Warships: 1815–1945. I: Major Surface Vessels. Annapolis: Naval Institute Press. ISBN 978-0-87021-790-6
- Slavick, Joseph P. (2003). The Cruise of the German Raider Atlantis. Annapolis: Naval Institute Press. ISBN 978-1-55750-537-8